# Cera microcristalina
Las ceras microcristalinas son un tipo de ceras producido por el desengrase del petróleo, como parte del proceso de refinamiento del petróleo. En contraste con la cera de parafina, que contiene sobre todo alcanos no ramificados, la cera microcristalina contiene un porcentaje más alto de hidrocarburos (ramificados) isoparafínicos y de hidrocarburos nafténicos. Está caracterizada por la fineza de sus cristales, en contraste con el cristal más grande de la cera de parafina. 
Consiste en los hidrocarburos alifáticos saturados de peso molecular elevado. Es generalmente más oscura, más viscosa, más densa, más pegajosa y más elástica que las ceras de parafina, y tiene un peso molecular y un punto de fusión más altos. 

## Características
Las características elásticas y adhesivas de las ceras microcristalinas se relacionan con los componentes de cadena flexibles que contienen. La estructura cristalina de la cera microcristalina típica es pequeña y fina, haciéndolas más flexibles que la cera de parafina. 

## Usos
Es de uso general en formulaciones cosméticas. Las ceras microcristalinas, cuando son producidas por los refinadores de la cera, se producen típicamente para obtener un número de especificaciones de ASTM. Estos incluyen el punto de congelación (ASTM D938), la penetrabilidad de la aguja (D1321), el color (ASTM D6045) y la viscosidad (ASTM D445). 

## Categorías
Las ceras microcristalinas se pueden poner generalmente en dos categorías: grados de laminación y grados de endurecimiento. 
- Los grados de laminación tienen típicamente un punto del derretimiento de 140-175 F y penetración de la aguja de 25 o superior.
- Los grados de endurecimiento se extenderán de cerca de 175-200 F, y tienen una penetración de la aguja de 25 o inferior.

El color en ambos grados puede extenderse del marrón al blanco, dependiendo del grado de proceso hecho en el nivel de la refinería.
Las ceras microcristalinas se derivan del refinamiento de los destilados pesados de la producción del aceite lubricante. Este subproducto se debe desaceitar en una refinería de la cera. Dependiendo del uso final y de la especificación deseada, el producto entonces puede tener su olor y color eliminados (que comience típicamente como amarillo marrón u oscuro). Esto se hace generalmente por medio de un método de filtración o por hidrotratamiento del material de la cera.
Existen infinidad de ceras microcristalinas, por lo cual se debe saber siempre para qué uso, ya que hay para uso cosmético, industrial, reconstructivo, de preservación, protección y aislante, entre otros.